# Baksay Árpád
Baksay Árpád (Jászfelsőszentgyörgy, 1927. szeptember 15. – Budapest, 2001. október 20.) magyar színész, operaénekes, tenorista.

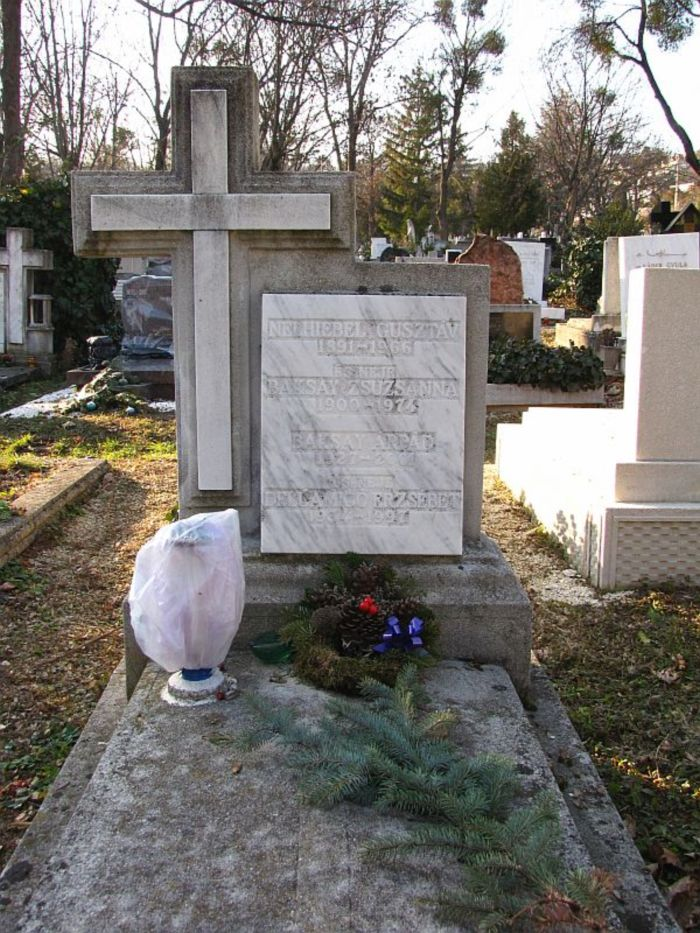
Sírja a Farkasréti temetőben (7/9-1-96)

## Életpályája
Jászfelsőszentgyörgyön született, Nelhübel Árpádként 1927. szeptember 15-én. A Liszt Ferenc Zeneművészeti Főiskola operafőtanszakán diplomázott 1952-ben. Utolsó éves növendékként meghívták Lehár Ferenc Luxemburg grófja című operettjének címszerepére. 1952-től 1984-ig a Fővárosi Operettszínház tagja volt. Kora népszerű bonvivánjaként aratott sikereket. Budapesten, 2001-ben hunyt el. Sírja a Farkasréti temetőben található. (7/9-1-96)

## Fontosabb színházi szerepei
- Franz von Suppé: Boccaccio... Boccaccio
- Leo Fall: Mme Pompadour... Tizedes
- Jacques Offenbach: Szép Heléna... Páris
- Ábrahám Pál: Bál a Savoyban... Henry de Faublas, márki
- Hervé: Nebáncsvirág... Fernand
- ifj. Johann Strauss: A denevér... Alfréd
- ifj. Johann Strauss: Egy éj Velencében... Az urbinói herceg
- Lehár Ferenc: Luxemburg grófja... René
- Lehár Ferenc: A mosoly országa... Szu Csong, herceg
- Lehár Ferenc: A víg özvegy... Danilovics Danilo, követségi titkár
- Kálmán Imre: Csárdáskirálynő... Edvin; Kerekes Ferkó
- Kacsóh Pongrác: János vitéz... Strázsamester
- Kerekes János – Romhányi József: Kard és szerelem... Spanyolország királya
- Lajtai Lajos – Kellér Dezső: Három tavasz... Tavaszi
- Alekszandr Szergejevics Puskin – Joszif Naumovics Kovnyer: Álruhás kisasszony... Alekszej

## Filmek, tv
- Kálmán Imre: Csárdáskirálynő (1963)
- Slágermúzeum (1963)
- Hej, rózsám!
- "Nem történt semmi..."
- Túl az Óperencián (1998)